# Колрейн (Массачусетс)
Колрейн (англ. Colrain) — місто (англ. town) в США, в окрузі Франклін штату Массачусетс. Населення — 1606 осіб (2020).

## Демографія
Згідно з переписом 2010 року, у місті мешкала 1671 особа в 683 домогосподарствах у складі 442 родин. Було 797 помешкань
Расовий склад населення:
| - 96,5 % — білих - 0,8 % — азіатів - 0,5 % — чорних або афроамериканців - 0,1 % — корінних американців |

До двох чи більше рас належало 1,9 %. Частка іспаномовних становила 0,8 % від усіх жителів.
За віковим діапазоном населення розподілялося таким чином: 19,0 % — особи молодші 18 років, 66,0 % — особи у віці 18—64 років, 15,0 % — особи у віці 65 років та старші. Медіана віку мешканця становила 46,1 року. На 100 осіб жіночої статі у місті припадало 107,1 чоловіків;  на 100 жінок у віці від 18 років та старших — 104,2 чоловіків також старших 18 років.
Середній дохід на одне домашнє господарство  становив 67 218 доларів США (медіана — 53 352), а середній дохід на одну сім'ю — 81 106 доларів (медіана — 62 292). Медіана доходів становила 46 250 доларів для чоловіків та 41 111 долар для жінок. За межею бідності перебувало 13,5 % осіб, у тому числі 30,2 % дітей у віці до 18 років та 6,4 % осіб у віці 65 років та старших.
Цивільне працевлаштоване населення становило 868 осіб. Основні галузі зайнятості: освіта, охорона здоров'я та соціальна допомога — 27,0 %, роздрібна торгівля — 16,1 %, виробництво — 10,5 %, науковці, спеціалісти, менеджери — 8,9 %.